# Grotte de l'Hyène (Arcy-sur-Cure)
Cet article concerne la grotte de l'Hyène à Arcy-sur-Cure, Yonne, France. Ne pas confondre avec la grotte de l'Hyène (en) à Gibraltar qui fait partie du site de la grotte de Gorham ; ni avec la grotte des Hyènes à Brassempouy (Landes).
Pour un article plus général, voir Grottes d'Arcy-sur-Cure.
La grotte de l'Hyène (nom officiel), souvent nommée à tort grotte de la Hyène, est l'une des cavités du site des grottes d'Arcy-sur-Cure dans le département français de l'Yonne, en Bourgogne-Franche-Comté (anciennement en région Bourgogne).
Elle a livré les plus anciens vestiges connus à Arcy, qualifiés par Leroi-Gourhan de « pré-néandertaliens ».
Elle est inscrite comme monument historique.

## Situation
Les grottes d'Arcy-sur-Cure sont à environ 180 km au sud-est de Paris à vol d'oiseau, dans le sud du département de l'Yonne entre Auxerre et Avallon, à 1,3 km au sud d'Arcy-sur-Cure (2 km par la route) et à moins de 10 km au nord du parc naturel régional du Morvan. Elles se trouvent dans le dernier grand méandre que fait la Cure juste après que cette rivière sorte du massif du Morvan. À cet endroit, la Cure est à environ 122 m d'altitude.
La grotte de la Hyène se trouve à environ 250 m en amont de la Grande grotte, entre la grotte du Trilobite (en amont) et la grotte du Cheval, à environ 15 m linéaires de la rivière.

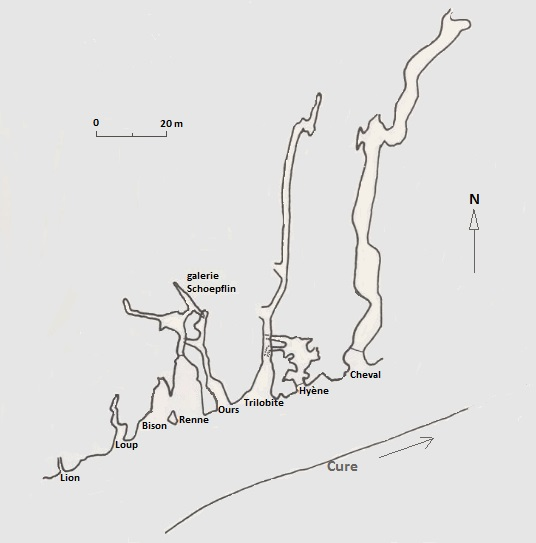
Huit grottes groupées sur environ 70 m, d'amont en aval (O-E) : Lion, Loup, Bison, Renne, Ours, Trilobite, Hyène, Cheval.

## Description
Son entrée est à 125 m d'altitude, légèrement au-dessus du niveau de la rivière, et son plancher est au niveau de la vallée. Elle se trouve à seulement quelques mètres en amont de la grotte du Cheval, à la même altitude. Son développement est de 90 m, pratiquement sans dénivelé.
Cette cavité a été formée par creusement au point de jonction entre des strates géologiques, ce qui lui donne une entrée surmontée d'un linteau (à la différence des grottes creusées à partir d'une diaclase, qui ont un porche triangulaire comme celui de la grotte des Fées).

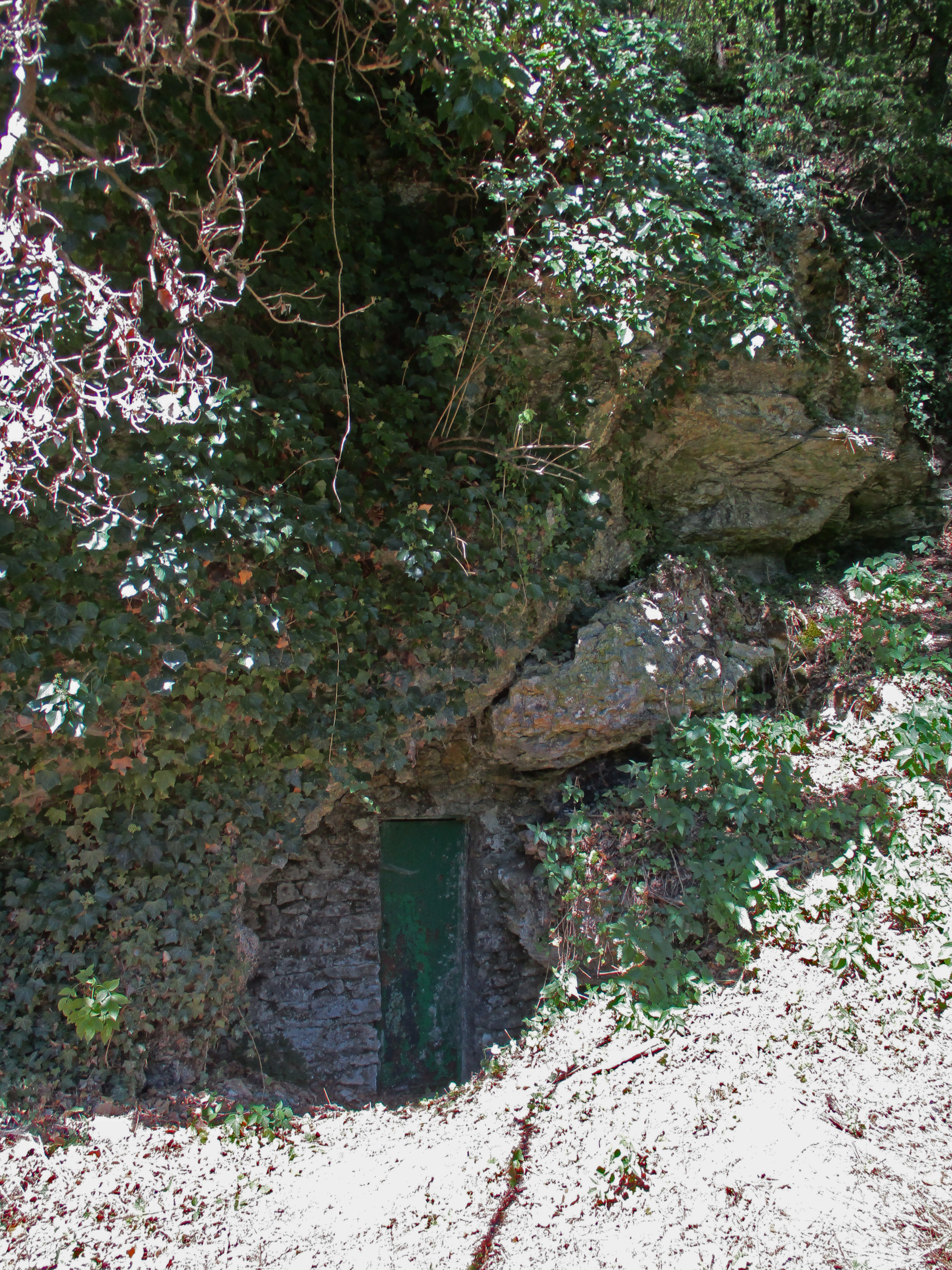
Entrée murée de la grotte de l'Hyène
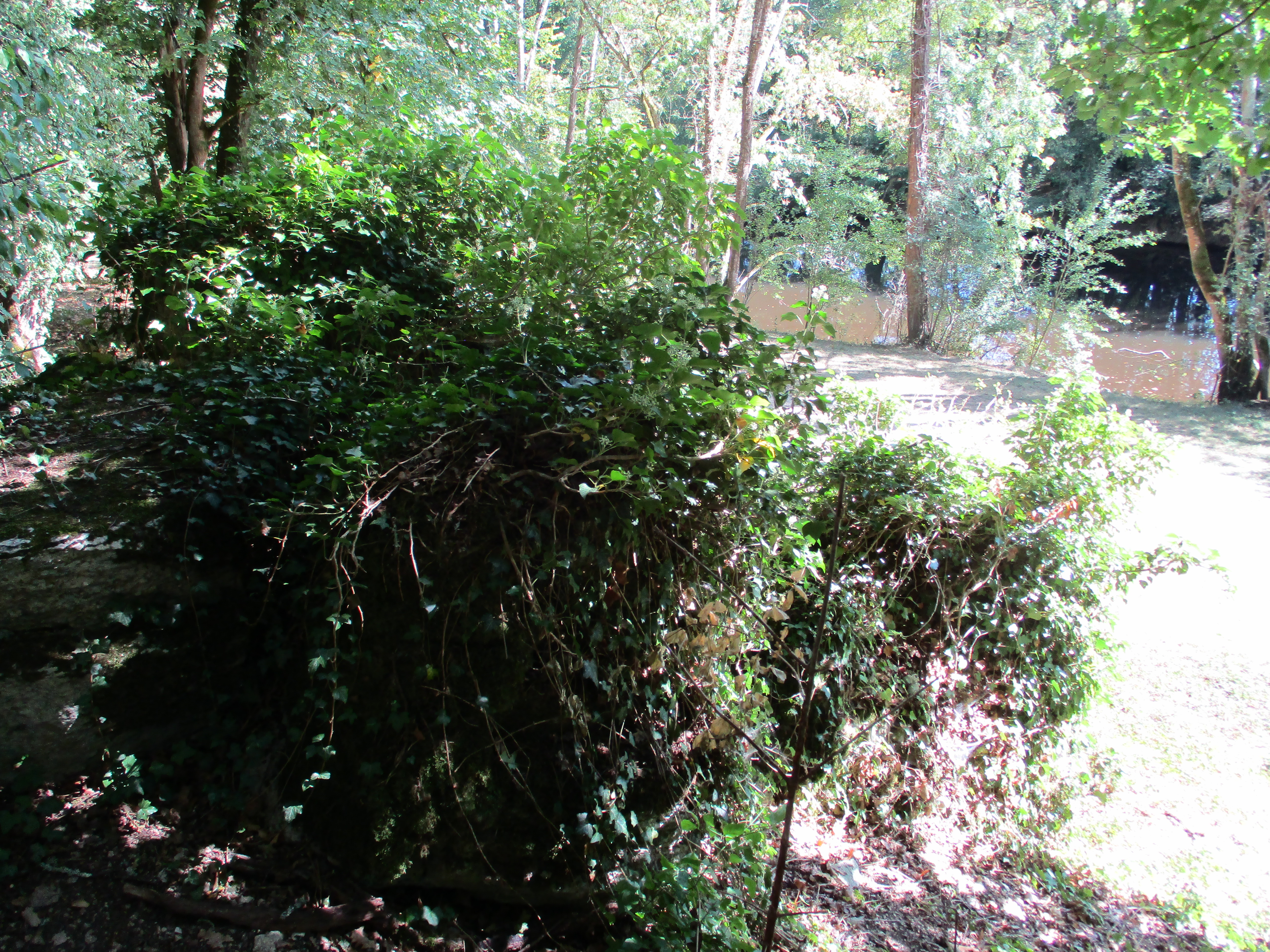
La Cure, vue du passage entre grotte du Cheval et grotte de l'Hyène

## Histoire récente
L'abbé Parat découvre en 1889 la grotte de la Hyène, qu'il appelle « le trou de la Hyène ».
Leroi-Gourhan entreprend l'étude de la grotte de la Hyène vers 1948 ; il y découvre plusieurs niveaux du Moustérien,.

## Occupation
Leroi-Gourhan y a trouvé douze niveaux d'occupation humaine.

### Niveau 30
Le niveau 30, le plus ancien, contient les plus anciens artefacts connus à Arcy, sous forme de très frustes outils sur galets dans de minces couches de graviers et de galets de 10 cm de longueur maximum. La datation de ces outils est cependant problématique. Ils sont accompagnés de vestiges légèrement roulés de faune correspondant à un climat de type interglaciaire (tempéré/chaud) : hippopotame, castor, tortue terrestre,, daim.

### Niveau 29
Le niveau 29, que Leroi-Gourhan appelle « couche noire », est un dépôt du Riss (approximativement −325 000 à −130 000 ans). Il était en partie suspendu au-dessus d'un bras d'eau décolmaté. Peu épais, il est très chargé en hydroxydes de fer et de manganèse.
Il contient une grande quantité de vestiges de chevaux archaïques, et des vestiges de faune de climat froid (renne archaïque, bison, Elephas primigenus ou trongontherii). Cependant l'analyse pollinique d'Arlette Leroi-Gourhan et Madeleine Van Campo montre un climat tempéré et relativement humide avec une flore dominée par le Pinus sylvestris qui recouvrait le plateau, et dans la vallée un paysage forestier sur base d'aulne dominant accompagné de noisetier, tilleul à petites feuilles et à grandes feuilles, érable, chêne pédonculé, saule et charme. Les deux auteurs, et d'autres, situent cette couche lors d'un épisode tempéré du Riss,, soit un des deux grands interstades de l'avant-dernière glaciation). 

Il contient aussi quelques outils dont l'âge est difficile à déterminer. Ils ne montrent pas de signes formels de débitage Levallois et Leroi-Gourhan les ferait remonter à l'Acheuléen ou au Tayacien (440 000 - 350 000 ans) ; mais il précise que leurs formes sont clairement moustéroïdes et que cette couche est antérieure à celles qui incluent habituellement le moustérien de climat froid.

### Niveaux 28 à 22
Les niveaux 28 à 22 (horizon V), que Leroi-Gourhan nomme « niveaux tempérés à sables et graviers » (en y incluant la couche 21), ont été constitués en période de remblayage et forment des couches bien délimitées malgré des remaniement locaux dus au passage de la rivière. Ils correspondent à l'interglaciaire Riss-Würm ou Eémien (environ 131 000 - 114 000 ans), pendant lequel la Cure a traversé la grotte sur plusieurs périodes et y a déposé au total 2,50 m de remplissage (couches de galets, de sables et d'argiles),. Entre ces périodes inondées, la grotte a été occupée car des traces d'habitat humain ont été relevées à l'entrée ou sous le porche, incluant dans plusieurs niveaux des pierres taillées, des ossements de daim qui ne portent pas de marques de transport, et des charbons de conifères bien préservés dans la vase qui les a enfouis.
L'industrie est très rudimentaire : des galets bruts de quartz et de quartzite voisinent avec quelques éclats au débitage de type Levallois, ce qui les situe soit juste avant le Würm I (~105 000 ans), soit juste avant le Würm II (~75 000 ans). Ces couches contiennent de nombreuses lames et des vestiges d'animaux témoins d'un climat tempéré : cheval, daim, cerf, chevreuil, renard.
Les dépôts proviennent de la rivière (plutôt que par infiltration) et alternent avec des phases d'occupation temporaire.
La couche 22 est un sédiment gris argilo-sableux de 10 cm d'épaisseur environ, qui marque la fin proche de la série fluviatile : la rivière voit son niveau baisser, les dépôts de sable cessent abruptement et les apports ne consistent plus qu'en des limons d'inondation.
Une fine couche d'argile oxydée jaune à rouge-brun marque le passage vers l'horizon IV.
Les niveaux suivants sont contemporains d'un retrait de la rivière. Leur remplissage consiste en des cailloutis du plateau et des argiles de décalcification et les calcaires, rares dans les couches précédentes, y font leur apparition,.

### Niveau 21
Le niveau 21 (horizon IVb7) a été partiellement détruit par l'érosion. Son remplissage lithique subsistant consiste en une série de dômes argileux ; créés par les infiltrations d'argile via les cheminées, ces dômes argileux sont assez abondants dans plusieurs grottes d'Arcy. Il contient des lits de coprolithes de hyène, très peu d'outils et peu de vestiges d'animaux (daim, hyène, ours, renard). Son épaisseur varie de 0,5 cm à 5 cm. Il est surmonté d'un lit de plaquettes calcaires. Le climat correspondant était peut-être un peu moins humide que celui pour les trois couches suivantes, pour des températures sensiblement similaires.

### Niveau 20
Le niveau 20 (horizon IVb6) se situe au tout début de la glaciation de Würm (Girard le situe dans la transition entre l'interglaciaire Riss-Würm et la glaciation de Würm (~125 000 ans)). Épais d'environ 15 cm, il est fait principalement de très nombreux ossements d'animaux dans un « ciment » de coprolithes de grands carnassiers. Les ossements témoignent d'un climat tempéré : cheval et bœuf largement dominants, le daim est encore présent pour la base de cette couche, le renne fait son apparition en petite quantité, accompagné de chamois, rhinocéros laineux (Dicerorhinus[pertinence contestée] antiquitatis), mammouth, renard arctique (Alopex lagopus) et renard roux (Vulpes vulpes), un lion des cavernes (Felis spelaea), blaireau (« Meles spelaea »), quelques grands rapaces, 20 loups, 13 hyènes, 2 ours (Ursus spelaeus). Il contient aussi une industrie de chaille et de silex.
Comme la couche précédente, elle est surmontée d'un lit de plaquettes calcaires. Les analyses des sédiments et des pollens montrent, comme pour les deux couches suivantes, un climat modérément froid,.
Cette couche est la seule contenant des restes humains ; pendant cette période, hommes et hyènes ont vraisemblablement occupé la grotte à tour de rôle et de façon sinon ininterrompue, du moins avec peu de périodes d'inoccupation.

### Niveaux 19 et 18
Les niveaux 19 et 18 (horizons et IVb4), chacun épais de 5 à 10 cm, ont une industrie similaire à celle de la couche 20 et des vestiges de faune de climat froid — mais ce profil de température est modéré vers le tempéré par l'analyse des sédiments, qui montrent aussi une nette tendance à l'humidité. Les animaux de la couche 19 montrent une dominance du renne avec chamois, 11 hyènes, 7 loups, un renard arctique et un renard roux. La couche 18 a les mêmes animaux plus un ours et un lion des cavernes.

### Niveau 17
Le niveau 17 (horizon IVb3), épais d'environ 10 cm, est très riche en vestiges osseux. Son industrie, assez abondante, est de type transitionnel à dominante de silex. Les sédiments comme les pollens montrent une accentuation du froid par rapport aux trois couches précédentes, ; mais la faune, qui est sensiblement la même que pour les deux couches précédentes, voit une diminution du renne et l'apparition du sanglier, ce qui suggère un adoucissement des températures.

### Niveau 16
Le niveau 16 (horizon IVb2), dont le remplissage consiste en argile venant des fissures et en sable, est épais de 20 à 35 cm. Il correspond à une élévation du niveau de la rivière, qui a rendu la grotte inhabitable pendant un temps, et à un réchauffement du climat — les sédiments indiquent que c'est le niveau le plus chaud de la série d'Arcy, pratiquement sans gélivation. De gros blocs d'argile entourent des vestiges d'os et de l'industrie en petite quantité et mal caractérisée. Les sédiments montrent un climat plus chaud et humide que précédemment (steppe arborée). Les restes d'animaux sont peu nombreux (trois loups, deux renards roux — pas de renard arctique —, six hyènes). Pendant cette période, la galerie Schoepflin de la grotte du Renne est quant à elle habitée et a dévoilé, pour cette même période, la plus riche série d'outils de type Levallois de tout le site d'Arcy.

### Niveau 15
Le niveau 15 (horizon IVb1), épais de 5 à 30 cm, est quant à lui très riche en industrie et serait post-Moustérien ; il inclut des outils de type Moustérien à denticulés (Paléolithique supérieur) et comprend aussi du mobilier dont une partie apparaît pour la première fois ; sont notés des nodules de pyrite, de gros fossiles, des concrétions, des polyèdres de calcaire et des traces d'ocre. L'usure des cailloux du sol par frottement témoigne de nombreux passages des occupants. Le climat est chaud et très humide ; la tendance vers le paysage steppique s'accentue : le nombre d'arbres diminue, celui des graminées, cichoriées et surtout carduacées (47% de chardons) augmente. Parmi la faune, l'âne, le sanglier et le cerf dominent à côté de 6 loups, 14 hyènes et 4 ours. L'hydrontin (Equus hydruntinus) est très abondant et on trouve aussi de petits équidés de type onagre (Equus hemionus) et de très grands chevaux.
Ce niveau est similaire à celui noté C2 de la grotte du Trilobite, qui inclut des outils en silex du Châtelperronien associés à des fragments d'os de renne, d'ours et de hyène, des pierres brûlées et des os calcinés, et qui a commencé à se déposer vers 35000 BP (36900 BC), à la fin de l'interstade des Cottés,.

### Niveau 14
Le niveau 14 (horizon IVa), épais de 10 à 20 cm, se trouve tout près de la voûte de la grotte. Il contient des vestiges assez abondants ; sa faune est encore en majorité de climat tempéré et identique à celle de la couche précédente, avec cependant le retour du renard arctique qui indique un refroidissement. Les outils de type Moustérien à denticulés y sont plus rares que dans le niveau 15, ce qui amène C. Girard-Farizy à qualifier l'industrie moustérienne de ce niveau de « Moustérien de dégénérescence » ou « Moustérien de carence ». Son climat, que l'analyse sédimentaire détermine comme très froid et sec, est exceptionnel dans la série moustérienne d'Arcy et rappelle celui associé aux plus froids niveaux du Paléolithique supérieur de la grotte du Renne. Toutefois les éléments fins des sédiments de cette couche, corrélés au froid, ont pu y être apportés beaucoup plus tard, peut-être par le biais de fissures ou autres moyens de migration depuis la grotte du Trilobite (proche et légèrement plus haut en altitude) ; ces sédiments fins auraient alors emballé les vestiges puis le tout a été recouvert d'une plaque stalagmitique protectrice. Ce phénomène n'est pas unique ; les Leroi-Gourhan mentionnent une analyse de pollen entre deux couches moustériennes, qui y a trouvé des plantes tropicales du Secondaire, dont la présence dans cette couche était due à des infiltrations par les fentes du plafond.

### Premières collections de curiosités
Parmi les restes d'activités quotidiennes de la couche 15 (IVb1), se trouvent des minéraux de formes ou de couleurs inhabituelles : pyrites, gros fossiles, polypiers, concrétions - témoignages de l'éveil de la curiosité et peut-être un intérêt d'ordre esthétique ou religieux, selon Leroi-Gourhan. Le Moustérien final a livré un petit polypier globulaire et un gastéropode spiralé.
Le niveau VII (aurignacien) de la grotte du Renne a livré 17 de ces curiosa.

## Vestiges humains

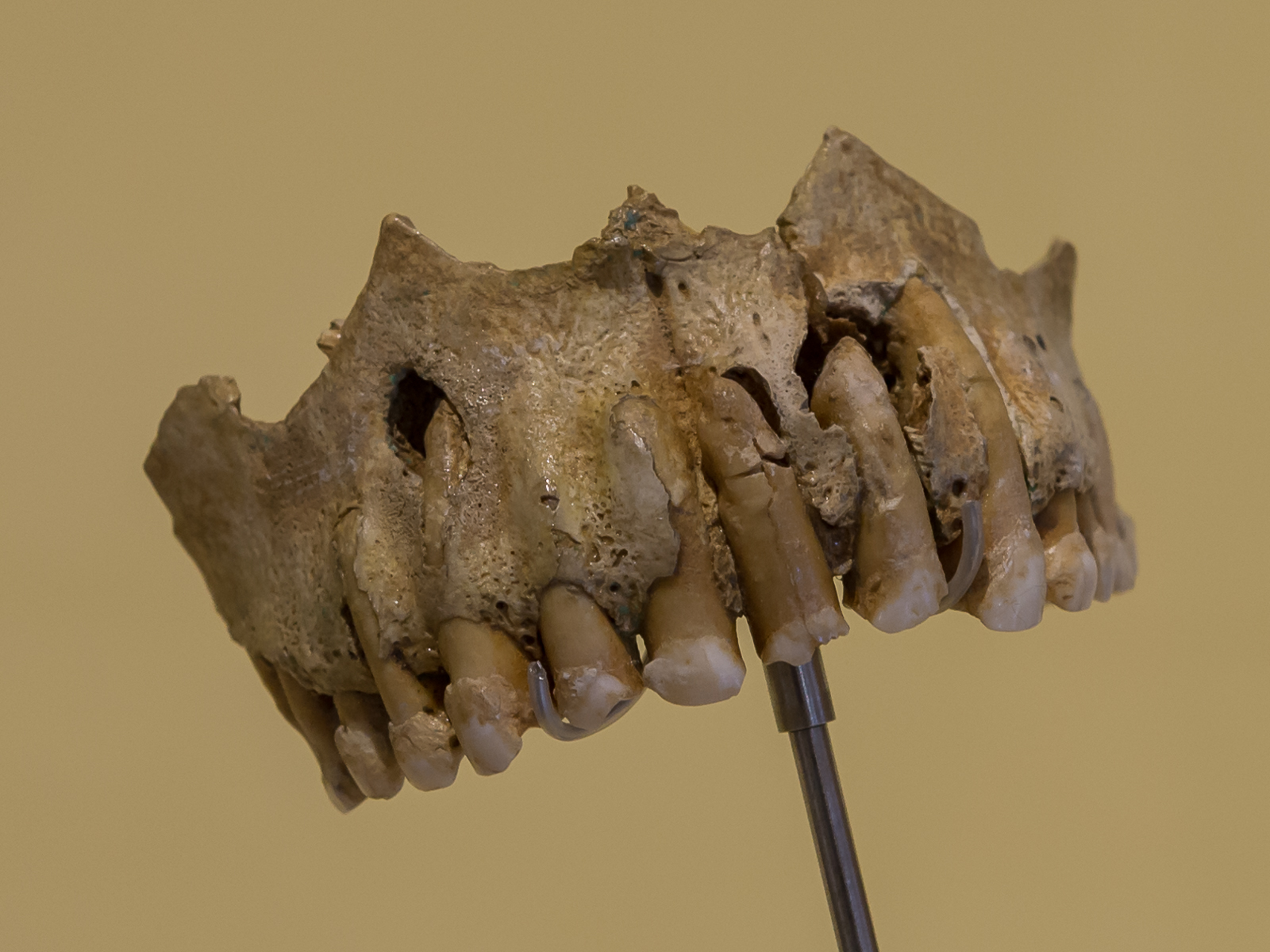
Maxillaire, individu III, couche 20.

Le niveau 20 (horizon IVb6) est le seul dans cette grotte à contenir des restes humains : portion d'une mandibule très robuste d'adulte, maxillaire supérieur d'adulte âgé, portion de frontal d'enfant, six dents d'adolescents et de jeunes adultes, portion de péroné, un métacarpien. Le menton est de type moderne. La capacité du crâne relativement petite, les bases faciales très longues et les très grosses dents de ces Moustériens anciens les démarquent clairement des Néandertaliens classiques (type de la Chapelle-aux-Saints) et les rapprochent des fossiles interglaciaires trouvés autour de la Méditerranée (Gibraltar (en), Rabat, Saccopastore). Leur location à une latitude aussi élevée, ainsi que leur présence à la limite du Moustérien à faune de climat froid, sont deux traits exceptionnels. À l'époque où Leroi-Gourhan écrit, le seul autre fossile de datation certaine connu en France pour ce même faciès culturel est la calotte crânienne de Fontéchevade à Montbron (Charente). Deux des Néandertaliens, trouvés par André Leroi-Gourhan en 1963, ont été baptisés « Augustin » et « Augustine ». Leurs restes ont longtemps été exposés au musée de l'Homme avant d'être transférés à l'Institut de paléontologie humaine de Paris.
L'habitat du Moustérien de la couche 20 (IVb6), contrairement à la plupart des sites où les vestiges de cette période ne montrent pas de structure organisée, est ici clairement délimité par un cercle de déchets d'os faisant bourrelet, encerclant le centre de la cavité. Or les restes humains ont été trouvés mélangés sans aucune distinction particulière à ce cercle de débris d'os auquel ils ont été ajoutés alors qu'ils étaient déjà brisés — ce qui suggère une pratique d'anthropophagie.
Les coprolithes et restes d'ossements d'ours et de hyène, mélangés aux vestiges d'activités humaines suggèrent que la grotte était occupée par les animaux et par les humains sur un rythme d'alternance peut-être saisonnière ou en tout cas sur des périodes assez courtes.
La circulation dans la grotte a changé après le niveau 20 (horizon IVb6) : jusque là, le passage depuis l'entrée vers le fond de la grotte se faisait par un passage sur la droite, qui conduisait à une seconde cavité (Hyène II). Ce couloir a probablement été bouché à la fin de la période du niveau 20, car les vestiges des deux niveaux suivants sont circonscrits au centre de la grotte. Puis au niveau 15 (horizon IVb1) les passages depuis l'entrée se dirigent vers le côté gauche du fond de la grotte ; de l'argile aurait lentement glissé de la gauche vers la droite, bouchant le passage à droite et au contraire libérant le passage à gauche vers les galeries se trouvant sous la grotte du Trilobite. Ce niveau 15 a été utilisé de façon intensive malgré sa faible hauteur sous plafond, comme en témoignent son sol très tassé et la grande quantité de débris et vestiges lithiques et osseux.

## Matériaux utilisés
La chaille est largement le matériau le plus utilisé. La grotte des Pêcheurs, dans le site des grottes de Saint-Moré sur la Cure à 800 m en amont des grottes d'Arcy, a de petits bancs de chaille dévoilés par l'érosion du calcaire sus-jacent ; aux temps préhistoriques, ces bancs ont été fracturés pour extraction de chaille à une époque non définie.
Le silex est aussi utilisé, dans de moindres proportions que la chaille. Les pièces sont obtenues à partir de galets ou parfois façonnées à partir d'éclats produits par le gel. Dans les niveaux moustériens elles ont une patine claire, généralement blanche. Dans les niveaux plus anciens la patine est brun-rouge.
Se trouvent aussi des pièces de quartz et de quartzite, entraînées depuis le Morvan par la Cure et probablement ramassées parmi les alluvions de la rivière.
La couche 20 a livré, près de l'entrée et au centre de la grotte, mélangés au coprolithes et aux débris d'ossements animaux, des mâchoires de chevaux qui semblent avoir été utilisées comme outils.

## Protection
Elle est l'une des seize cavités, grottes et galerie du site d'Arcy conjointement inscrites comme Monument historique en 1992.

## Confusion
Ne pas confondre avec la grotte des Hyènes à Brassempouy (Landes), ni avec la grotte de l'Hyène (en) à Gibraltar qui fait partie du site de la grotte de Gorham.